# 伏屋和彦
伏屋 和彦（ふしや かずひこ、1944年（昭和19年）1月26日 - ）は、日本の大蔵官僚。血液型はA型。会計検査院長、内閣官房副長官補（内政担当）、国税庁長官、金融企画局長、理財局長などを歴任した。

## 略歴
- 名古屋市立幅下小学校、千代田区立麹町中学校、都立日比谷高校卒業
- 1963年（昭和38年）4月：東京大学文科一類に入学[2]
- 1967年（昭和42年）3月：東京大学法学部第2類（公法コース）卒業[3]
- 1967年（昭和42年）4月：国家公務員試験をトップクラスで合格し、大蔵省入省[4]。国際金融局総務課[3]
- 1967年（昭和42年）8月：大蔵省国際金融局投資第二課
- 1971年（昭和46年）7月：大蔵省主計局調査課予算科学分析係長[5]
- 1972年（昭和47年）7月10日:高山税務署長
- 1973年（昭和48年）7月：大蔵省主税局総務課課長補佐（歳入）心得[6]
- 1974年（昭和49年）7月：大蔵省主税局総務課課長補佐（歳入）[7]
- 1975年7月：大蔵省主税局税制第二課課長補佐
- 1976年7月：大蔵省主税局税制第一課課長補佐
- 1977年7月：大蔵省主計局主計官補佐（農林第二係主査）
- 1979年7月：大蔵省主計局主計官補佐（農林水産第四係主査）
- 1980年7月：大蔵省主計局主計官補佐（農林水産第一係主査）
- 1982年（昭和57年）6月11日:大蔵省大臣官房企画官兼大臣官房文書課法令審査室長
- 1984年（昭和59年）6月29日：行政管理庁行政管理局管理官
- 1984年（昭和59年）7月1日:総務庁行政管理局管理官
- 1986年（昭和61年）6月10日：大蔵省主計局主計官（文部、科学技術・文化担当）
- 1988年（昭和63年）6月：大蔵省主計局主計官（建設、公共事業担当）
- 1989年（平成元年）6月23日：大蔵省主計局法規課長
- 1991年（平成3年）6月11日：大蔵省主計局総務課長（6月19日まで法規課長兼務）
- 1992年（平成4年）6月26日：大蔵省大臣官房文書課長
- 1993年（平成5年）6月25日：近畿財務局長
- 1994年（平成6年）7月1日：大蔵省主計局次長（末席）（地方財政、外務、経済協力、通商産業、防衛担当）[8]
- 1995年（平成7年）5月26日：大蔵省主計局次長（次席）
- 1995年（平成7年）6月20日：大蔵省主計局次長（筆頭）
- 1996年（平成8年）7月12日：大蔵省理財局長
- 1998年（平成10年）6月22日：大蔵省金融企画局長
- 1999年（平成11年）7月8日：国税庁長官
- 2001年（平成13年）7月10日：退官
- 2001年（平成13年）7月：国民生活金融公庫副総裁
- 2002年（平成14年）7月2日：内閣官房副長官補（内政担当）兼内閣官房知的財産基本法準備室長兼内閣官房情報通信技術担当室長
- 2006年（平成18年）1月4日：退官
- 2006年（平成18年）1月23日：検査官
- 2008年（平成20年）2月15日：会計検査院長（〜2009年1月25日）
- 2009年（平成21年）：社団法人日本内部監査協会会長
- 2014年（平成26年）4月：瑞宝大綬章受章
- 2015年（平成26年）7月：株式会社日清製粉グループ本社監査役
- 2015年（平成27年）6月25日：株式会社日清製粉グループ本社取締役

## 人物
- 主計畑で主計局総務課長、大臣官房文書課長、近畿財務局長、主計局次長といった中枢ポストを務めてきたが、どちらかといえば斎藤次郎とはソリが合わず、篠沢恭助のグループに属していた[9]。

## 同期
旧大蔵省同期入省者には、山口公生（銀行局長）、黒田東彦（日本銀行総裁、アジア開発銀行総裁、財務官）、西原篤夫（造幣局理事長）、窪田勝弘（衆議院法制局長）、若林勝三（沖縄開発事務次官）、目崎八郎（JICA理事）、山本孝之（印刷局長）、入谷盛宣（国際金融公社特別代表）、鈴木一元（欧州復興開発銀行代表理事）、野村興児（萩市長）など。